# Bonnerveen
Bonnerveen is een buurtschap in de gemeente Aa en Hunze, in de Nederlandse provincie Drenthe. Het ligt aan de weg tussen Gieterveen en Gasselternijveen, aan de zuidoostkant van Gietenveen.
Het noordelijke deel van Bonnerveen is vergroeid met Gieterveen en valt ook direct onder de kom van dit dorp. Het meer open deel van de plaats tot aan de buurtschap Torenveen ligt erbuiten. Het wordt ook een wegdorp genoemd maar is altijd eenheid geweest met Gieterveen. De naam verwijst naar het veen van Bonnen. Bonnen is een stuk westelijker gelegen, en wordt als onderdeel gezien van Gieten. De Bonner Venen sterkte zich uit tot de provincie Groningen.

## Zie ook

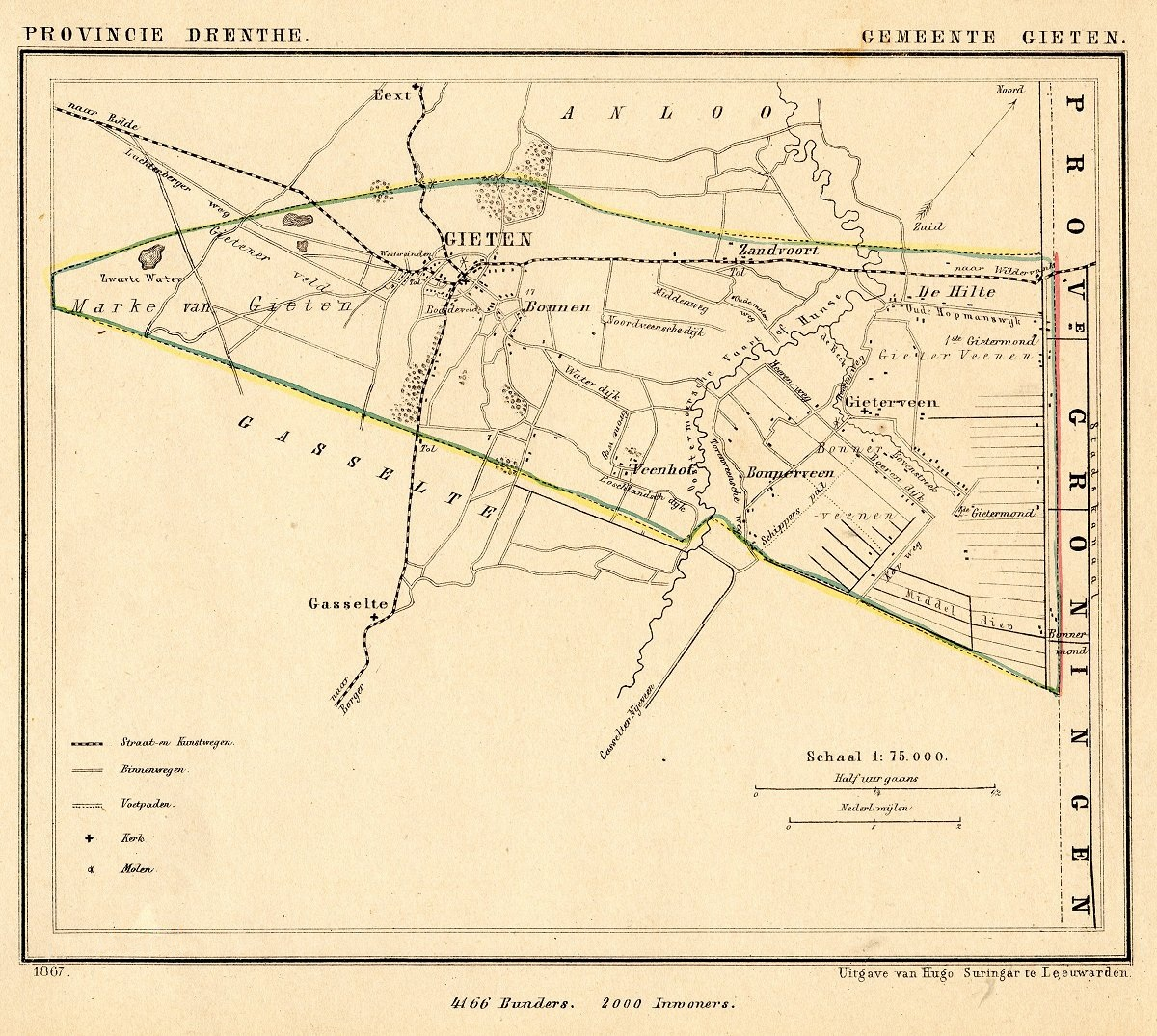
Bonnerveen op een kaart uit 1867 van de voormalige gemeente Gieten